# 東部站 (慈江道)
東部站（羅馬化：dongbuyeog）是朝鮮民主主義人民共和國慈江道江界市東部洞的一個鐵路車站，属于江界线。

## 邻近车站
江界线
南門站 - 東部站 - 香河站